# Федеріко Канту Гарса
Федеріко Еракліо Канту Гарса (ісп. Federico Heraclio Cantú Garza; 3 березня 1907, Монтеррей, Мексика — 29 січня 1989, Мехіко, Мексика) — мексиканський художник, гравер і скульптор. Був членом руху мексиканського муралізму, але його стиль помітно відрізнявся, бо митець переважно дотримувався більш старих і більш академічних форм живопису та скульптури. Найбільший успіх Канту мав на виставках у США та Європі, хоча мурали та скульптури він створював також і в Мексиці. Його найвідоміша робота — скульптура під назвою «Материнство» (ісп. La maternidad), зображення якої було адаптовано для логотипу Мексиканського інституту соціального забезпечення (IMSS).

## Життєпис

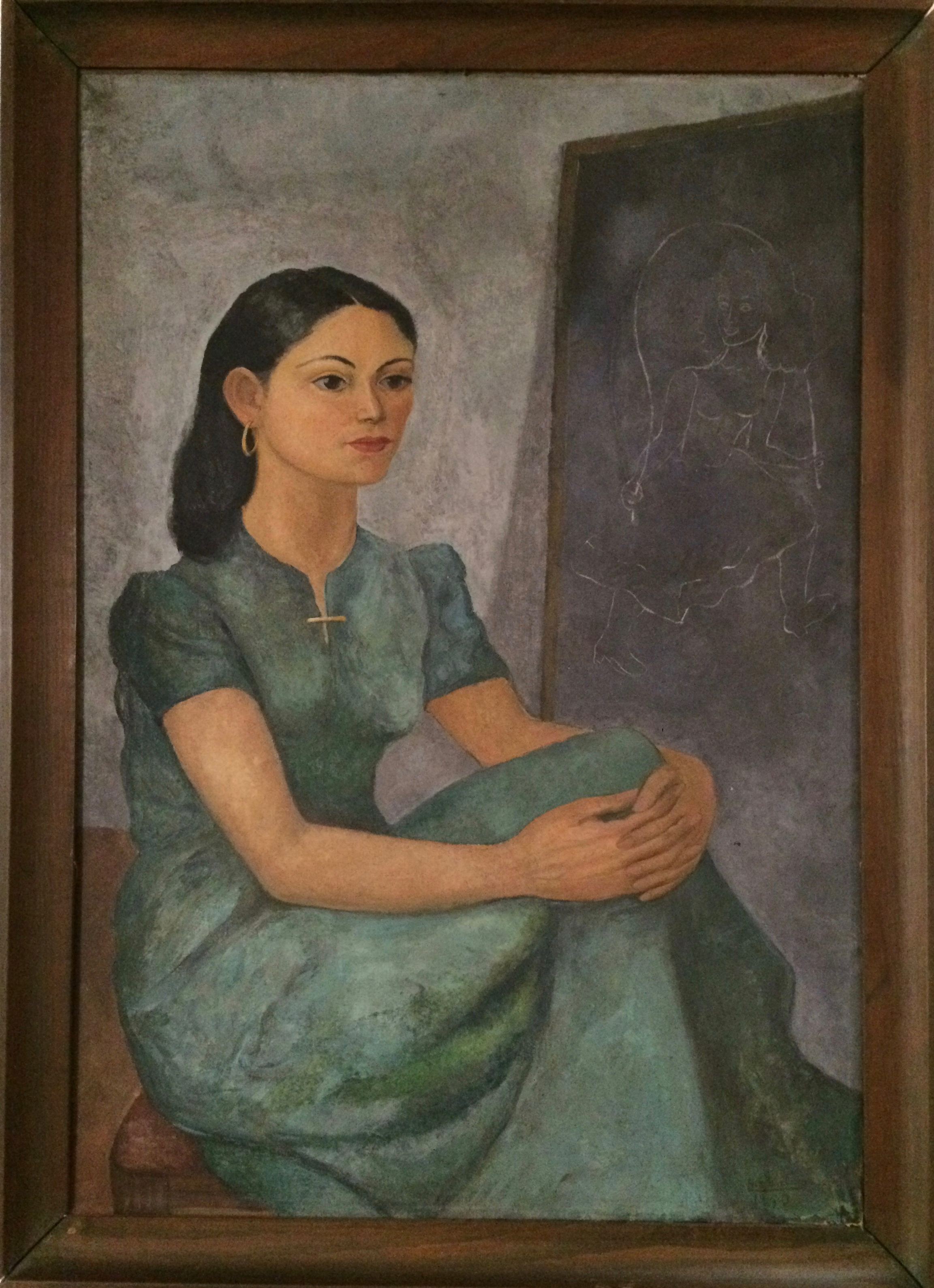
Портрет Лус Фабіли, першої дружини Канту

Федеріко Канту народився 1907 року в Монтерреї в сім'ї письменниці Марії Луїси Гарси та журналіста Адольфо Канту, який виступав проти режиму Порфіріо Діаса. Він народився незадовго до початку Мексиканської революції і провів своє дитинство в Нуево-Леоні та Сан-Антоніо (штат Техас), у 1920-х роках його родина назавжди переїхала до Мексики . Федеріко Канту пізніше змінив рік свого народження на 1908 рік, а місце народження — на Кадерейту-Хіменес, звідки походила його родина.
У 1922 році, у 14-річному віці, Канту вступив до Школи живопису на відкритому повітрі (ісп. Escuela de Pintura al Aire Libre), де його вчителем був художник Альфредо Рамос Мартінес. Він контактував з зростаючим рухом мексиканського муралізму і недовгий час, 1924 року, вивчав фресковий живопис під керівництвом Дієго Рівери .
З 1924 по 1934 рік Канту подорожував і жив у Європі і США . Спочатку, в 16-річному віці, він оселився в Парижі на вулиці Деламбр на Монпарнасі. Під час свого перебування в Європі він познайомився з різними художниками-авангардистами того часу, включаючи Пабло Пікассо, Альфонсо Реєса, поета Сесара Вальєхо та скульптора Матео Ернандеса. Канту навчався у скульптора Хосе де Кріфта . Під час свого проживання в Парижі він накопичив колекцію власних малюнків, названу його сином, Федеріко Канту Фабілою, «Паризькою колекцією» . Також за час свого перебування там, Канту створив більше двох скриньок малюнків, зроблених ним для Академії де ла Гранд Шом'єр . Ці скрині були втрачені .
У 1929 році Канту вперше одружився, його обраницею стала Лус Фабіла Монтес де Ока .
Його перебування у США було недовгим. У 1934 році Канту поїхав з Європи до Мексики . У 1930-х роках він приєднався до групи художників та галереї Інес Амор, але незабаром після цього заснував студію в Нью-Йорку, оскільки його друзі з Монпарнаса влаштувалися там, рятуючись від Другої світової війни .
Федеріко Канту помер 29 січня 1989 року . Його останки поховано біля підніжжя його фрески 1959 року «Бог Батько і розп'яття» (ісп. Dios Padre y crucifixion) у каплиці Міжконтинентального університету в Тлалпані .

## Творчість
Творча кар'єра Канту тривала понад 65 років і включала виставки, монументальні та дизайнерські роботи, ілюстрації та багато іншого . З 1924 по 1931 рік він виставляв свої роботи в США і Європі, причому його перша виставка проходила в Лос-Анджелесі . Перша виставка Канту в Мексиці відбулася в 1933 році в Салоні мистецтва Секретаріату народної освіти. Живучи в Нью-Йорку, Канту також взяв участь у кількох колективних виставках . Він мав великий успіх у цих двох місцях, а також з іншими виставками: у галереї Тейт у Лондоні, Музеї сучасного мистецтва, галереях Macy'S та Perls у Нью-Йорку .
Канту створив ряд монументальних робіт як, наприклад, фрески та скульптури. Одним з перших його муралів стала спільна робота з Роберто Монтенегро в 1934 році . Ці фрески можна було побачити в університетах, урядових будівлях та приватних будинках . З 1951-го і до початку 1960-х років він присвятив більшу частину свого часу живопису фресок у приватних будинках, з того часу багато з них було придбано урядом Нуево-Леона . У 1950-х роках Канту створив мурали у штаб-квартирі Мексиканського інституту соціального забезпечення в Мехіко під назвою «Вчення Кетцалькоатля» (ісп. Las Enseñanzas de Quetzalcoatl) і «Мати, що лежить» (ісп. Maternidad Yacente, дослівно «лежачі пологи»). Перший був пошкоджений внаслідок землетрусу в Мехіко в 1985 році і був відновлений його сином Канту Фабілою та його дружиною Ельзою. У 1958 році Канту створив дві кам'яні плити для екстер'єру театру Unidad Independencia у Мехіко. Однак, наступного дня після того, як вони були закінчені, їх викрали. Аналогічна доля спіткала і одну із копій емблеми IMSS . Канту також створив барельєф під назвою «Лучник, що стріляє в сонце» (ісп. El Flechador del sol) в 1961 році на Сьєрра-Мадрі вздовж шосе між Лінаресом і Галеаною, розташованими в муніципалітеті Ітурбіде (Нуево-Леон). Однак ця робота розсипалася в 2002 році, а її відновлені частини нині виставлені в музеї на її колишньому місці . Канту створив свій останній пам'ятник у 1988 році, який був присвячений Альфонсо Реєсу.
Після смерті Федеріко Канту Гарса роботи митця все ще продаються та виставляються. У 2005 році картина Mujer Desnuda була продана на Sotheby's за 19 000 доларів США. У 2007 році Автономний університет штату Мексика провів велику виставку його робіт до 100-річчя від дня народження.